# Quốc lộ 1K
De Quốc lộ 1K (nationale weg 1K) is een weg in Vietnam. De weg is de oude route van de Quốc lộ 1A. De hoofdroute van de Quốc lộ 1A gaat bij Hố Nai naar het zuiden toe. De oude weg ging echter nog verder naar het westen en is hernoemd naar Quốc lộ 1K. 
De Quốc lộ 1K verbindt Thủ Đức met Hố Nai. De weg ligt in de provincies Ho Chi Minhstad, Bình Dương en Đồng Nai.
QL1 · QL1B · QL1K · QL2 · QL3 · QL4 · QL5 · QL6 · QL7A · QL7B · QL8A · QL8B · QL9A · QL9B · QL12 · QL12A · QL14 · QL14B · QL14C · QL14D · QL14E · QL15 · QL15 (Biên Hoà) · QL18 · QL20 · QL51 · QL55 · QL56